# Akira Kurosawa
Akira Kurosawa (黒澤 明 Kurosawa Akira, 23. marts 1910, død 6. september 1998) var en japansk filminstruktør og manuskriptforfatter.

## Biografi
Kurosawa er måske Japans bedst kendte filmskaber. Hans film har haft stor indflydelse på en hel generation af filmskabere verden over. Hans første film En judosaga (Sanshiro Sugata) fik premiere i 1943 og hans sidste i 1999 efter hans død. Kun få filmskabere har haft en karriere så lang og så anerkendt.[kilde mangler]
Kurosawa blev født den 23. marts 1910 i Omori, Tokyo. Som dreng startede hans interesse for kalligrafi og Kendo. Igennem sit liv så han Japan ændre sig fra et uland med militære ambitioner, til en fredelig økonomisk stormagt. Selvom han mest vil blive husket for sine film fra 1950'erne og 1960'erne, forsatte han med at instruere og skrive film indtil sin død. Han døde 6. september 1998, i Setagaya, Tokyo.
Kurosawas bedst kendte film foregår i Japans feudale periode (ca. 13. århundrede – 17. århundrede). Nogle af hans værker er bearbejdede udgaver af William Shakespeares stykker: Ran er baseret på Kong Lear og Blodets trone er baseret på Macbeth.
Den skjulte fæstning (japansk: Kakushi toride no san akunin) er historien om en prinsesse, hendes general og to bønder på narrestreger. George Lucas har senere nævnt den som en inspirationskilde til hans stjernekrigsfilm. Andre kendte Kurosawa-film er Dæmonernes port, De syv samuraier (senere genskabt i westernfilmen Syv mænd sejrer) og Yojimbo – Livvagten – grundlaget for Sergio Leones western En nævefuld dollars. Yojimbo – Livvagten fik en fortsættelse, Sanjuro – ene mod alle. I disse film brugte han sin foretrukne skuespiller Toshirō Mifune.
Kurosawa instruerede desuden filmudgaver af russiske romaner herunder Idioten af Dostojevskij og Natherberget af Maksim Gorkij. Himmel og helvede var baseret på en roman af den amerikanske krimiforfatter Ed McBain. I seksten af sine film, som blev lavet mellem 1948 og 1964, brugte han stort set en fast gruppe af skuespillere – især Toshirō Mifune, hvis samarbejde med Kurosawa begyndte i 1948 med Yoidore tenshi og sluttede i 1964 med Rødskæg.
Efter denne film begyndte Kurosawa at arbejde i farver og ændrede stil og indhold i sine film, som tidligere havde tenderet i retning af det episke. Hans næste film Byen uden årstider, om en gruppe fattige mennesker, der bor omkring en losseplads, var ingen succes. Derefter begyndte Kurosawa at arbejde med et Hollywood-projekt, Tora! Tora! Tora!; men 20th Century Fox udskiftede ham med Kinji Fukasaku, inden filmen blev færdig.
Herefter forsøgte Kurosawa at begå selvmord, men overlevede. Han fortsatte trods skuffelsen med at lave flere film: Dersu Uzala blev lavet i Sovjetunionen og foregik i Sibirien i begyndelsen af det 20. århundrede. Den vandt en Oscar for bedste fremmedsprogede film. Kagemusha, historien om en mand, som skal udgive sig for en middelalderlig japansk adelsmand og overtager hans identitet, samt den tidligere nævnte Ran, som var en enorm international succes og betragtes som kronen på hans kunstneriske virke. Kurosawas sidste film omfatter Akira Kurosawas drømme, Rapsodi i august og Ikke endnu.

## Filmografi
- En judosaga (1943) Sanshiro Sugata
- The Most Beautiful (1944) Ichiban Utsukushiku
- En judosaga II (1945) Zoku Sugata Sanshiro
- They Who Step on the Tiger's Tail (1945) Tora no o wo fumu otokotachi
- No Regrets for Our Youth (1946) Waga seishun ni kuinashi
- One Wonderful Sunday (1946) Subarashiki nichiyobi
- Drunken Angel (1948) Yoidore tenshi
- The Quiet Duel (1949) Shizukanaru ketto
- Nora inu (1949)
- Scandal (1950) Shubun
- Rashomon – Dæmonernes Port (1950) Rashômon''
- Idioten (1951)
- Ikiru - at leve (1952) Ikiru
- De syv samuraier (1954) Shichinin no samurai
- I Live in Fear(1955) Ikimono no kiroku
- Blodets trone (1957) Kumonosu jo
- Natherberget (1957) Donzoko
- Den skjulte fæstning (1958) Kakushi toride no san akunin
- The Bad Sleep Well (1960) Warui yatsu hodo yoku nemuru
- Yojimbo – Livvagten (1961) Yojimbo
- Sanjuro – ene mod alle (1962) Tsubaki Sanjuro
- Himmel og helvede(1963) Tengoku To Jigoku
- Rødskæg (1965) Akahige
- Byen uden årstider (1970) Dodes
- Dersu Uzala (1975)
- Kagemusha – Krigerens Skygge (1980) Kagemusha
- Ran (1985) Ran
- Akira Kurosawas drømme (1990) Yume
- Rapsodi i august (1991) Hachigatsu no kyoshikyoku
- Ikke endnu (1993) Madadayo